# Landsheer

Kaart van de landsheerlijkheden of gewesten in de Nederlanden in 1350.

Landsheer of landsvrouwe is een algemene benaming voor een vorst(in) die in een bepaald gebied de territoriale soevereiniteit bezat.
De positie van een vorst(in) als landsheer of landsvrouwe was niet afhankelijk van zijn of haar adellijke titel. Hij of zij kon zowel hertog(in), graaf/gravin als heer/vrouwe zijn. Ook aartsbisschopen, bisschoppen en abten/abdissen konden landsheerlijke rechten uitoefenen. Vaak viel het gebied dat zij als landsheer of landsvrouwe bestuurden slechts gedeeltelijk samen met het gebied dat onder hun geestelijk gezag viel.
In de 14e en 15e eeuw wisten de hertogen van Bourgondië de meeste landsheerlijkheden in de Nederlanden in personele unie te verenigen. De landsheer of landsvrouwe kon daardoor niet meer in alle gewesten persoonlijk aanwezig zijn. Vaak stelde hij of zij een stadhouder of stedehouder aan om bij zijn/haar afwezigheid zijn/haar plaats (stede) in te nemen en in één of meerdere gewesten tijdelijk het gezag uit te oefenen.
Keizer Karel V was de bekendste landsheer van de Habsburgse Nederlanden. Voor het uitoefenen van zijn gezag stelde hij een reeks landvoogden en landvoogdessen aan (zie Lijst van landvoogden van de Habsburgse Nederlanden).